# Boarmia subrugata
Boarmia subrugata är en fjärilsart som beskrevs av Walker 1862. Boarmia subrugata ingår i släktet Boarmia och familjen mätare. Inga underarter finns listade i Catalogue of Life.